# Simpatomimetic
Simpatomimeticele (denumite și adrenomimetice) sunt substanțe medicamentoase care imită, parțial sau în întregime, activarea sistemului nervos vegetativ simpatic (SNVS) sau care imită acțiunea mediatorilor endogeni adrenalină și noradrenalină asupra receptorilor vegetativi simpatici. Cei mai importanți agoniști endogeni ai sistemului simpatic sunt catecolaminele endogene (adrenalina, norepinefrina și dopamina), acestea fiind neurotransmițători. Cele mai importante indicații ale simpatomimeticelor sunt tratamentul șocului cardiac, insuficienței cardiace, bradicardiei și a hipotensiunii arteriale.

## Clasificare
După mecanismul de acțiune, simpatomimeticele pot acționa direct, indirect sau mixt:
Agoniști cu acțiune directă
- Adrenalină
- Noradrenalină
- Fenilefrină
- Izoprenalină

Agoniști cu acțiune indirectă
- Amfetamină
- Cocaină
- Nafazolină
- Tiramină

Agoniști cu acțiune mixtă
- Efedrină
- Pseudoefedrină

După selectivitate, simpatomimeticele pot fi selective sau neselective:
Agoniști neselectivi
- Adrenalină
- Noradrenalină
- Dopamină
- Carbazocrom
- Izoprenalină
- Efedrină
- Pseudoefedrină
- Atomoxetină
- Amfepramonă
- Amfetamină și derivați (lisdexamfetamină)
- Metilfenidat și derivați (dexmetilfenidat)

Agoniști alfa1-selectivi
- Fenilefrină
- Midodrină
- Imidazoline: nafazolină, xilometazolină, tetrizolină, oximetazolină (sunt și alfa2-selective)

Agoniști beta1-selectivi
- Dobutamină

Agoniști beta2-selectivi
- Salbutamol (albuterol) și levosalbutamol (levalbuterol)
- Salmeterol
- Indacaterol
- Fenoterol
- Formoterol
- Olodaterol
- Terbutalină și bambuterol
- Hexoprenalină
- Orciprenalină

Agoniști beta3-selectivi
- Mirabegron